# Rudolf Wagner

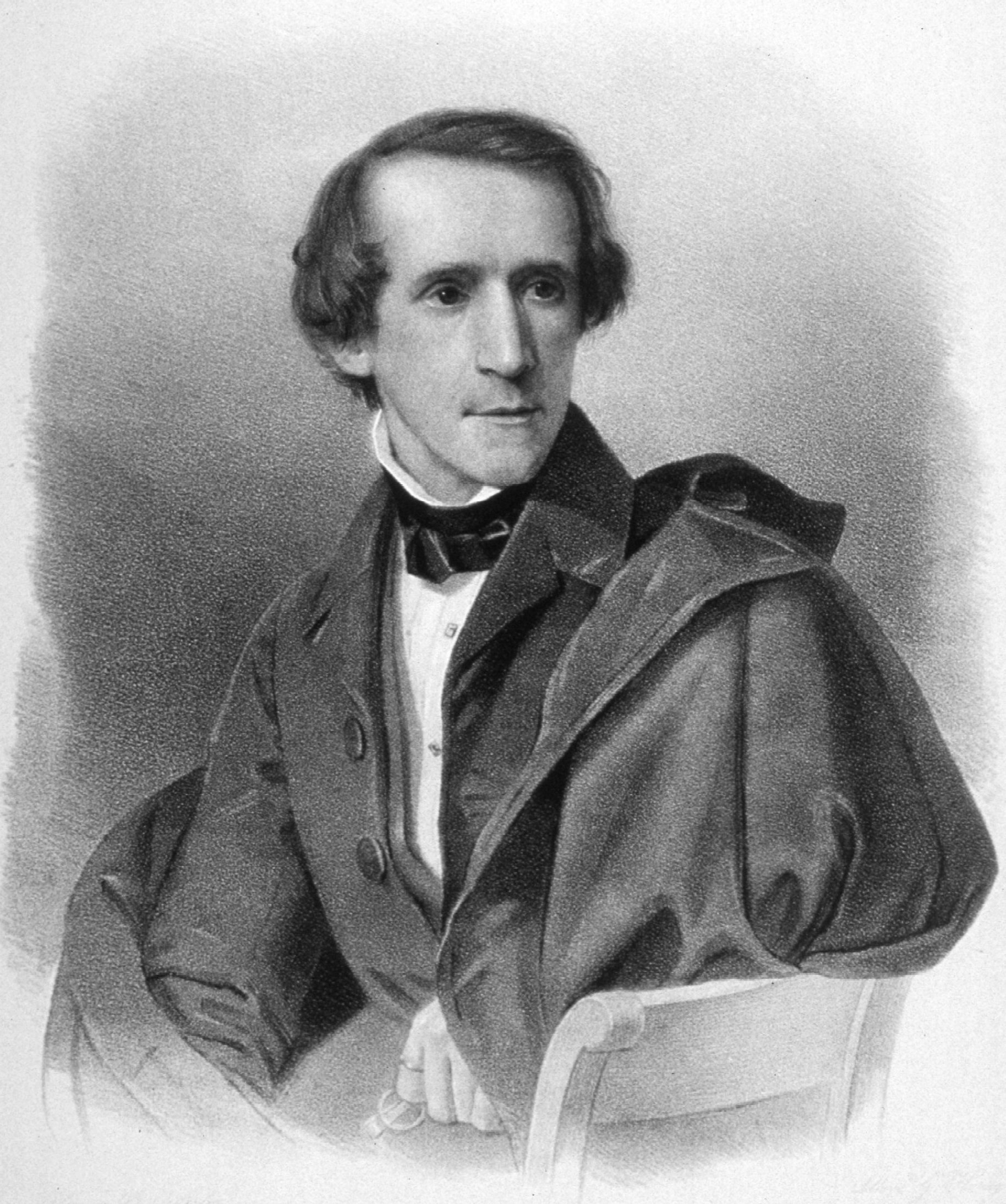
Rudolf Wagner.

Rudolf Wagner, född 30 juni 1805 i Bayreuth, död 13 maj 1864, var en tysk fysiolog och zoolog. Han var bror till Moritz Wagner samt far till Adolph och Hermann Wagner.
Wagner blev medicine doktor i Würzburg 1826, studerade i Paris under Georges Cuvier och undersökte lägre djur vid Normandies och Medelhavets kuster. Han blev 1833 professor i zoologi i Erlangen samt kallades 1840 till professor i fysiologi, jämförande anatomi och zoologi i Göttingen.
Han utgav en stor mängd arbeten av fysiologiskt, zoologiskt och jämförande anatomiskt innehåll. Bland dem kan nämnas Icones physiologico (1839; andra upplagan av Alexander Ecker 1851-59), Ueber das Vorhandensein bisher unbekannter eigenthümlicher Tastkörperchen in den Gefühlswärzchen der Menschenhand (med Georg Meissner, 1852), Neurologische Untersuchungen (1853-54) och Vor Studien zu einer wissenschaftlichen Morphologie und Physiologie des menschlichen Gehirns (1860-62) samt Die Naturgeschichte des Menschen (1831), Lehrbuch der vergleichenden Anatomie (1834-35) och Icones zootomico (1841). Mest bekant är han genom den stora "Handwörterbuch der Physiologie", som under hans redaktion utgavs i fem band 1842-53.